# Scythris melanodora
Scythris melanodora is een vlinder uit de familie dikkopmotten (Scythrididae). De wetenschappelijke naam van deze soort is voor het eerst geldig gepubliceerd in 1912 door Meyrick.
De soort komt voor in tropisch Afrika.